# كريستيان مورين
كريستيان مورين (بالفرنسية: Christian Morin )‏ (و. 1945 – م) هو مقدم برامج إذاعية، ومقدم برامج، وموسيقي، وممثل هزلي، وممثل، من فرنسا، ولد في بوردو.

## التعليم
تعلم في المدرسة الوطنية للفنون الجميلة.

## مناصب وهيئات
أدار تي أف 1، وإذاعة مونت كارلو الدولية.

## جوائز
حصل على جوائز منها:
- Prix Sidney Bechet  [لغات أخرى]‏ (1984).

## وصلات خارجية
- كريستيان مورين على موقع IMDb (الإنجليزية)
- كريستيان مورين على موقع ألو سيني (الفرنسية)
- كريستيان مورين على موقع ميوزك برينز (الإنجليزية)
- كريستيان مورين على موقع ديسكوغز (الإنجليزية)
- كريستيان مورين على موقع قاعدة بيانات الفيلم (الإنجليزية)
- كريستيان مورين على موقع كينوبويسك (الروسية)